# Pyrrhanthera
Pyrrhanthera és un gènere monotípic de plantes de la família de les poàcies. La seva única espècie: Pyrrhanthera minsa (Kirk) Zotov, és originària de Nova Zelanda.
Alguns autors ho inclouen en el gènere Rytidosperma, Danthonia sensu lato.

## Sinonímia
- Danthonia minsa (Kirk) Zotov
- Triodia minsa Kirk[2]